# Fritz Münzer
Fritz Münzer (* 12. September 1934 in Mannheim; † 4. Juni 2007 Weinheim) war ein deutscher Saxophonist, Klarinettist und Flötist des Modern Jazz.

## Werdegang
Münzer studierte Klarinette am Mannheimer Konservatorium. 1956 begann er als professioneller Musiker bei Hans Laib, mit dem er mit West Coast Jazz durch die US-Soldatenclubs Marokkos tourte. 1959 hatte er bereits seine erste eigene Formation mit Cherry Kirchgässner (Piano), Rudi Fuesers (Posaune), Klaus „Kiki“ Kirstätter (Bass) und Joe Hackbarth (Schlagzeug). Mit dem neuen Quintett von 1961 mit Manfred Schoof (Trompete), Joe Haider (Piano), Eric Peter (Bass) und Hartwig Bartz (Schlagzeug) war er auch international erfolgreich und zunehmend gefragt als Komponist und Arrangeur (Livemitschnitt von 1962 als CD). Später spielte er mit den Gitarristen Werner Poehlert bzw. Klaus R. Nagel. In den 1970er und 1980er Jahren kommt es zu Arbeiten für die Werbung, zur Gründung eines Swingtetts und zu Plattenproduktionen mit dem Pianisten und Komponisten Wolfgang Lauth. Internationale Beachtung fand seine Formation Second Direction, in der er die Grammatik des Hardbop mit Elementen des Jazz Rock verknüpfte. Der Titel Storm Flute aus dem Album Four Corners (1976) diente der damaligen Popwelle SWF 3 des Südwestfunks lange Zeit als Erkennungsmelodie für den Wetterbericht.
Ab 1987 unterrichtete er an der Universität Mannheim; im Rahmen des Studium Generale entstand das College Jazz Ensemble. Zusammen mit den dort kennengelernten Musikern Olaf Schönborn und Thomas Siffling gründete er das Jazzlabel „Jazz ’n’ Arts“. Bei diesem unabhängigen Label produzierte er seine bemerkenswerte Platte Blue Ideas mit von ihm arrangierten Eigenkompositionen, gespielt von seinem Tentett, dem vor allem jüngere der besten Musiker der Rhein-Neckar-Jazzszene angehören. 2005 wurde Fritz Münzer von der „Jazzinitiative Schwetzingen“ mit einem großen Konzert im über 250 Jahre alten Schwetzinger Rokokotheater geehrt, bei dem sowohl das Tentett spielte als auch eine Formation von Musikern aus Münzers Generation.